# Нагороди й номінації Дженніфер Лоренс
Дженніфер Лоренс — американська акторка, яка протягом своєї кар'єри отримувала безліч нагород та номінацій, включаючи Оскар, премію БАФТА, три премії Золотий глобус, чотири кінопремії «Вибір критиків», дві премії Гільдії кіноакторів США, сім нагород MTV Movie Awards, сім премій Вибір народу та вісім нагород Teen Choice Awards.

## Головні нагороди

### Оскар
| Рік  | Категорія                          | Робота                 | Результат | Ref.  |
| ---- | ---------------------------------- | ---------------------- | --------- | ----- |
| 2011 | Найкраща жіноча роль               | Зимова кістка          | Номінація | [ 1 ] |
| 2013 | Найкраща жіноча роль               | Збірка промінців надії | Перемога  | [ 2 ] |
| 2014 | Найкраща жіноча роль другого плану | Американська афера     | Номінація | [ 3 ] |
| 2016 | Найкраща жіноча роль               | Джой                   | Номінація | [ 4 ] |

### Британська премія кіноакадемії
| Рік  | Категорія                          | Робота                 | Результат | Ref.  |
| ---- | ---------------------------------- | ---------------------- | --------- | ----- |
| 2013 | Найкраща жіноча роль               | Збірка промінців надії | Номінація | [ 5 ] |
| 2014 | Найкраща жіноча роль другого плану | Американська афера     | Перемога  | [ 6 ] |

### Золотий глобус
| Рік  | Категорія                                      | Робота                 | Результат | Ref.   |
| ---- | ---------------------------------------------- | ---------------------- | --------- | ------ |
| 2011 | Найкраща жіноча роль — драма                   | Зимова кістка          | Номінація | [ 7 ]  |
| 2013 | Найкраща жіноча роль — комедія або мюзикл      | Збірка промінців надії | Перемога  | [ 8 ]  |
| 2014 | Найкраща жіноча роль другого плану — кінофільм | Американська афера     | Перемога  | [ 9 ]  |
| 2016 | Найкраща жіноча роль — комедія або мюзикл      | Джой                   | Перемога  | [ 10 ] |
| 2022 | Найкраща жіноча роль — комедія або мюзикл      | Не дивіться вгору      | Номінація | [ 11 ] |
| 2024 | Найкраща жіноча роль — комедія або мюзикл      | Без образ              | Номінація |        |

### Премія Гільдії кіноакторів США
| Рік  | Категорія                                  | Робота                 | Результат | Ref.   |
| ---- | ------------------------------------------ | ---------------------- | --------- | ------ |
| 2011 | Найкраща жіноча роль                       | Зимова кістка          | Номінація | [ 12 ] |
| 2013 | Найкращий акторський склад в ігровому кіно | Збірка промінців надії | Номінація | [ 13 ] |
| 2013 | Найкраща жіноча роль                       | Збірка промінців надії | Перемога  | [ 13 ] |
| 2014 | Найкращий акторський склад в ігровому кіно | Американська афера     | Перемога  | [ 14 ] |
| 2014 | Найкраща жіноча роль другого плану         | Американська афера     | Номінація | [ 14 ] |
| 2022 | Найкращий акторський склад в ігровому кіно | Не дивіться вгору      | Номінація | [ 15 ] |

## Інші премії

### Премія Австралійської академії кінематографу і телебачення
| Рік  | Категорія                                                | Робота                 | Результат | Ref.   |
| ---- | -------------------------------------------------------- | ---------------------- | --------- | ------ |
| 2013 | Найкраща жіноча роль - міжнародний конкурс               | Збірка промінців надії | Перемога  | [ 16 ] |
| 2014 | Найкраща жіноча роль другого плану - міжнародний конкурс | Американська афера     | Перемога  | [ 17 ] |

### Венеційський кінофестиваль
| Рік  | Категорія                  | Робота          | Результат | Ref.   |
| ---- | -------------------------- | --------------- | --------- | ------ |
| 2008 | Премія Марчелло Мастроянні | Палаюча рівнина | Перемога  | [ 18 ] |

### Вибір критиків
| Рік  | Категорія                      | Робота                                 | Результат | Ref.   |
| ---- | ------------------------------ | -------------------------------------- | --------- | ------ |
| 2011 | Найкраща акторка               | Зимова кістка                          | Номінація | [ 19 ] |
| 2011 | Молодий актор/акторка          | Зимова кістка                          | Номінація | [ 19 ] |
| 2013 | Найкращий акторський склад     | Збірка промінців надії                 | Перемога  | [ 20 ] |
| 2013 | Найкраща акторка               | Збірка промінців надії                 | Номінація | [ 20 ] |
| 2013 | Найкраща комедійна акторка     | Збірка промінців надії                 | Перемога  | [ 20 ] |
| 2013 | Найкраща акторка екш-фільму    | Голодні ігри                           | Перемога  | [ 20 ] |
| 2014 | Найкращий акторський склад     | Американська афера                     | Перемога  | [ 21 ] |
| 2014 | Найкраща акторка другого плану | Американська афера                     | Номінація | [ 21 ] |
| 2014 | Найкраща акторка екш-фільму    | Голодні ігри: У вогні                  | Номінація | [ 21 ] |
| 2015 | Найкраща акторка екш-фільму    | Голодні ігри: Переспівниця. Частина І  | Номінація | [ 22 ] |
| 2016 | Найкраща акторка екш-фільму    | Голодні ігри: Переспівниця. Частина II | Номінація | [ 23 ] |
| 2016 | Найкраща акторка               | Джой                                   | Номінація | [ 23 ] |
| 2016 | Найкраща комедійна акторка     | Джой                                   | Номінація | [ 23 ] |
| 2022 | Найкращий акторський склад     | Не дивіться вгору                      | Номінація | [ 24 ] |

### Critics' Choice Super Awards
| Рік  | Категорія                               | Робота            | Результат | Ref.   |
| ---- | --------------------------------------- | ----------------- | --------- | ------ |
| 2022 | Найкраща акторка у фантастичному фільмі | Не дивіться вгору | Номінація | [ 25 ] |

### Вибір народу
| Рік  | Категорія                         | Робота                             | Результат | Ref.   |
| ---- | --------------------------------- | ---------------------------------- | --------- | ------ |
| 2012 | Улюблений акторський склад фільму | Люди Ікс: Перший клас              | Номінація | [ 26 ] |
| 2012 | Улюблений супергерой фільму       | Люди Ікс: Перший клас              | Номінація | [ 26 ] |
| 2013 | Улюблена кіноакторка              | Голодні ігри                       | Перемога  | [ 27 ] |
| 2013 | Улюблене обличчя героїзму         | Голодні ігри                       | Перемога  | [ 27 ] |
| 2013 | Улюблена хімія на екрані          | Голодні ігри                       | Перемога  | [ 27 ] |
| 2015 | Улюблена кіноакторка              | Люди Ікс: Дні минулого майбутнього | Перемога  | [ 28 ] |
| 2015 | Улюблена акторка екшн-фільму      | Люди Ікс: Дні минулого майбутнього | Перемога  | [ 28 ] |
| 2017 | Улюблена кіноакторка              | Люди Ікс: Апокаліпсис              | Перемога  | [ 29 ] |
| 2017 | Улюблена акторка екшн-фільму      | Люди Ікс: Апокаліпсис              | Номінація | [ 29 ] |
| 2018 | Драматична кінозірка 2018 року    | Червоний горобець                  | Номінація | [ 30 ] |
| 2018 | Кінозірка 2018 року               | Червоний горобець                  | Номінація | [ 30 ] |
| 2024 | Комедійна кінозірка 2023 року     | Без образ                          | Перемога  |        |
| 2024 | Кінозірка 2023 року               | Без образ                          | Номінація |        |

### Готем
| Рік  | Категорія                   | Робота                 | Результат | Ref.   |
| ---- | --------------------------- | ---------------------- | --------- | ------ |
| 2010 | Найкращий акторський склад  | Зимова кістка          | Перемога  | [ 31 ] |
| 2010 | Найкращий акторський прорив | Зимова кістка          | Номінація | [ 31 ] |
| 2012 | Найкращий акторський склад  | Збірка промінців надії | Номінація | [ 32 ] |

### Золота малина
| Рік  | Категорія        | Робота | Результат | Ref.   |
| ---- | ---------------- | ------ | --------- | ------ |
| 2018 | Найгірша акторка | Мати!  | Номінація | [ 33 ] |

### Імперія
| Рік  | Категорія                      | Робота                                | Результат | Ref.   |
| ---- | ------------------------------ | ------------------------------------- | --------- | ------ |
| 2011 | Найкращий новачок              | Зимова кістка                         | Номінація | [ 34 ] |
| 2013 | Найкраща акторка               | Голодні ігри                          | Перемога  | [ 35 ] |
| 2014 | Найкраща акторка               | Голодні ігри: У вогні                 | Номінація | [ 36 ] |
| 2014 | Найкраща акторка другого плану | Американська афера                    | Номінація | [ 36 ] |
| 2016 | Найкраща акторка               | Голодні ігри: Переспівниця. Частина І | Номінація | [ 37 ] |

### Ірландська премія академії кіно та телебачення
| Рік  | Категорія                   | Робота                 | Result    | Ref.   |
| ---- | --------------------------- | ---------------------- | --------- | ------ |
| 2011 | Найкраща міжнародна акторка | Зимова кістка          | Номінація | [ 38 ] |
| 2013 | Найкраща міжнародна акторка | Збірка промінців надії | Номінація | [ 39 ] |

### Кінопремія Голлівуду
| Рік  | Категорія                         | Робота        | Результаь | Ref.   |
| ---- | --------------------------------- | ------------- | --------- | ------ |
| 2010 | Новий голлівудський актор/акторка | Зимова кістка | Перемога  | [ 40 ] |

### MTV Movie Awards
| Рік  | Категорія                  | Робота                                 | Результат                                                     | Ref.   |
| ---- | -------------------------- | -------------------------------------- | ------------------------------------------------------------- | ------ |
| 2012 | Найкраща акторка           | Голодні ігри                           | Перемога                                                      | [ 41 ] |
| 2012 | Найкраща бійка             | Голодні ігри                           | Перемога (разом з Джошем Гатчерсоном і Александером Людвігом) | [ 41 ] |
| 2012 | Найкращий герой            | Голодні ігри                           | Номінація                                                     | [ 41 ] |
| 2012 | Найкращий поцілунок        | Голодні ігри                           | Номінація (разом з Джошем Гатчерсоном)                        | [ 41 ] |
| 2012 | Найкращий акторський склад | Голодні ігри                           | Номінація                                                     | [ 41 ] |
| 2013 | Найкраща акторка           | Збірка промінців надії                 | Перемога                                                      | [ 42 ] |
| 2013 | Найкращий поцілунок        | Збірка промінців надії                 | Перемога (разом з Бредлі Купером)                             | [ 42 ] |
| 2013 | Найкращий музичний момент  | Збірка промінців надії                 | Номінація                                                     | [ 42 ] |
| 2013 | Найкраща екранна пара      | Збірка промінців надії                 | Номінація (разом з Бредлі Купером)                            | [ 42 ] |
| 2013 | Найкращий переляк          | Будинок у кінці вулиці                 | Номінація                                                     | [ 42 ] |
| 2014 | Найкращий поцілунок        | Американська афера                     | Номінація (разом з Емі Адамс)                                 | [ 43 ] |
| 2014 | Найкращий музичний момент  | Американська афера                     | Номінація                                                     | [ 43 ] |
| 2014 | Найкраща акторка           | Голодні ігри: У вогні                  | Перемога                                                      | [ 43 ] |
| 2014 | Найкраща бійка             | Голодні ігри: У вогні                  | Номінація (разом з Джошем Гатчерсоном і Семом Клафліном)      | [ 43 ] |
| 2014 | Улюблений персонаж         | Голодні ігри: У вогні                  | Номінація                                                     | [ 43 ] |
| 2015 | Найкраща акторка           | Голодні ігри: Переспівниця. Частина І  | Номінація                                                     | [ 44 ] |
| 2015 | Найкращий музичний момент  | Голодні ігри: Переспівниця. Частина І  | Перемога                                                      | [ 44 ] |
| 2015 | Найкращий герой            | Голодні ігри: Переспівниця. Частина І  | Номінація                                                     | [ 44 ] |
| 2016 | Найкраща акторка           | Джой                                   | Номінація                                                     | [ 45 ] |
| 2016 | Найкраща роль в екшені     | Голодні ігри: Переспівниця. Частина II | Номінація                                                     | [ 45 ] |
| 2016 | Найкращий акторський склад | Голодні ігри: Переспівниця. Частина II | Номінація                                                     | [ 45 ] |
| 2016 | Найкращий герой            | Голодні ігри: Переспівниця. Частина II | Перемога                                                      | [ 45 ] |

### Національна рада кінокритиків США
| Рік  | Категорія         | Робота        | Результат | Ref.   |
| ---- | ----------------- | ------------- | --------- | ------ |
| 2010 | Акторський прорив | Зимова кістка | Перемога  | [ 46 ] |

### Незалежний дух
| Рік  | Категорія            | Робота                 | Результат | Ref.   |
| ---- | -------------------- | ---------------------- | --------- | ------ |
| 2011 | Найкраща жіноча роль | Зимова кістка          | Номінація | [ 47 ] |
| 2013 | Найкраща жіноча роль | Збірка промінців надії | Перемога  | [ 48 ] |

### Сатурн
| Рік  | Категорія            | Робота                                | Результат | Ref.   |
| ---- | -------------------- | ------------------------------------- | --------- | ------ |
| 2013 | Найкраща кіноакторка | Голодні ігри                          | Перемога  | [ 49 ] |
| 2014 | Найкраща кіноакторка | Голодні ігри: У вогні                 | Номінація | [ 50 ] |
| 2015 | Найкраща кіноакторка | Голодні ігри: Переспівниця. Частина І | Номінація | [ 51 ] |
| 2017 | Найкраща кіноакторка | Пробудження                           | Номінація | [ 52 ] |

### Супутник
| Рік  | Категорія                      | Робота                 | Результат | Ref.   |
| ---- | ------------------------------ | ---------------------- | --------- | ------ |
| 2010 | Найкраща акторка – драма       | Зимова кістка          | Номінація | [ 53 ] |
| 2012 | Найкраща акторка – кінофільм   | Збірка промінців надії | Перемога  | [ 54 ] |
| 2014 | Найкраща акторка другого плану | Американська афера     | Номінація | [ 55 ] |

### Нагороди асоціацій кінокритиків
| Рік  | Асоціація                                         | Категорія                                                                          | Робота                                 | Результат   | Ref.    |
| ---- | ------------------------------------------------- | ---------------------------------------------------------------------------------- | -------------------------------------- | ----------- | ------- |
| 2010 | Альянс жінок-кіножурналістів                      | Найкращий прорив акторки                                                           | Зимова кістка                          | Перемога    | [ 56 ]  |
| 2010 | Асоціація кінокритиків Чикаго                     | Найбільш перспективний виконавець                                                  | Зимова кістка                          | Перемога    | [ 57 ]  |
| 2010 | Спілка кінокритиків Детройта                      | Найкраща акторка                                                                   | Зимова кістка                          | Перемога    | [ 58 ]  |
| 2010 | Спілка кінокритиків Детройта                      | Акторський прорив                                                                  | Зимова кістка                          | Перемога    | [ 58 ]  |
| 2010 | Спілка кінокритиків Детройта                      | Найкращий акторський склад                                                         | Зимова кістка                          | Перемога    | [ 58 ]  |
| 2010 | Коло кінокритиків Дубліна                         | Найкраща акторка                                                                   | Зимова кістка                          | Перемога    | [ 59 ]  |
| 2010 | Коло кінокритиків Дубліна                         | Премія за акторський прорив                                                        | Зимова кістка                          | Перемога    | [ 59 ]  |
| 2010 | Коло кінокритиків Флориди                         | Pauline Kael Breakout Award                                                        | Зимова кістка                          | Перемога    | [ 60 ]  |
| 2010 | Асоціація кінокритиків Торонто                    | Найкраща акторка                                                                   | Зимова кістка                          | Перемога    | [ 61 ]  |
| 2010 | Коло кінокритиків Ванкувера                       | Найкраща акторка                                                                   | Зимова кістка                          | Перемога    | [ 62 ]  |
| 2010 | Асоціація кінокритиків Вашингтона, округ Колумбія | Найкраща акторка                                                                   | Зимова кістка                          | Перемога    | [ 63 ]  |
| 2010 | Асоціація кінокритиків Далласа/Форт-Верт          | Найкраща акторка                                                                   | Зимова кістка                          | Друге місце | [ 64 ]  |
| 2010 | Асоціація кінокритиків Лос-Анджелеса              | Найкраща акторка                                                                   | Зимова кістка                          | Друге місце | [ 65 ]  |
| 2010 | Асоціація кінокритиків Сейнт-Луїса                | Найкраща акторка                                                                   | Зимова кістка                          | Друге місце | [ 66 ]  |
| 2010 | Альянс жінок-кіножурналістів                      | Найкраща акторка                                                                   | Зимова кістка                          | Номінація   | [ 56 ]  |
| 2010 | Альянс жінок-кіножурналістів                      | Найкращий акторський склад                                                         | Зимова кістка                          | Номінація   | [ 56 ]  |
| 2010 | Альянс жінок-кіножурналістів                      | Незабутній момент                                                                  | Зимова кістка                          | Номінація   | [ 56 ]  |
| 2010 | Асоціація кінокритиків Чикаго                     | Найкраща акторка                                                                   | Зимова кістка                          | Номінація   | [ 57 ]  |
| 2010 | Спілка кінокритиків Г'юстона                      | Найкраща акторка                                                                   | Зимова кістка                          | Номінація   | [ 67 ]  |
| 2010 | Лондонський гурток кінокритиків                   | Акторка року                                                                       | Зимова кістка                          | Номінація   | [ 68 ]  |
| 2010 | Спілка онлайн-кінокритиків                        | Найкраща акторка                                                                   | Зимова кістка                          | Номінація   | [ 69 ]  |
| 2010 | Спілка кінокритиків Сан-Діеґо                     | Найкраща акторка                                                                   | Зимова кістка                          | Номінація   | [ 70 ]  |
| 2010 | Спілка кінокритиків Сан-Діеґо                     | Найкращий акторський склад                                                         | Зимова кістка                          | Номінація   | [ 70 ]  |
| 2012 | Альянс жінок-кіножурналістів                      | Найкращий акторський склад                                                         | Збірка промінців надії                 | Перемога    | [ 71 ]  |
| 2012 | Асоціація кінокритиків Остіна                     | Найкраща акторка                                                                   | Збірка промінців надії                 | Перемога    | [ 72 ]  |
| 2012 | Спілка кінокритиків Детройта                      | Найкраща акторка                                                                   | Збірка промінців надії                 | Перемога    | [ 73 ]  |
| 2012 | Спілка кінокритиків Г'юстона                      | Найкраща акторка                                                                   | Збірка промінців надії                 | Перемога    | [ 74 ]  |
| 2012 | Коло кінокритиків Канзасу                         | Найкраща акторка                                                                   | Збірка промінців надії                 | Перемога    | [ 75 ]  |
| 2012 | Асоціація кінокритиків Лос-Анджелеса              | Найкраща акторка                                                                   | Збірка промінців надії                 | Перемога    | [ 76 ]  |
| 2012 | Асоціація кінокритиків Далласа/Форт-Верт          | Найкраща акторка                                                                   | Збірка промінців надії                 | Друге місце | [ 77 ]  |
| 2012 | Національна спілка кінокритиків США               | Найкраща акторка                                                                   | Збірка промінців надії                 | Друге місце | [ 78 ]  |
| 2012 | Коло кінокритиків Нью-Йорка                       | Найкраща акторка                                                                   | Збірка промінців надії                 | Друге місце | [ 79 ]  |
| 2012 | Асоціація кінокритиків Сейнт-Луїса                | Найкраща акторка                                                                   | Збірка промінців надії                 | Друге місце | [ 80 ]  |
| 2012 | Коло кінокритиків Дубліна                         | Найкраща акторка                                                                   | Збірка промінців надії                 | Номінація   | [ 81 ]  |
| 2012 | Асоціація кінокритиків Чикаго                     | Найкраща акторка                                                                   | Збірка промінців надії                 | Номінація   | [ 82 ]  |
| 2012 | Спілка кінокритиків Детройта                      | Найкращий акторський склад                                                         | Збірка промінців надії                 | Номінація   | [ 73 ]  |
| 2012 | Лондонський гурток кінокритиків                   | Акторка року                                                                       | Збірка промінців надії                 | Номінація   | [ 83 ]  |
| 2012 | Спілка онлайн-кінокритиків                        | Найкраща акторка                                                                   | Збірка промінців надії                 | Номінація   | [ 84 ]  |
| 2012 | Спілка кінокритиків Сан-Діеґо                     | Найкраща акторка                                                                   | Збірка промінців надії                 | Номінація   | [ 85 ]  |
| 2012 | Коло кінокритиків Ванкувера                       | Найкраща акторка                                                                   | Збірка промінців надії                 | Номінація   | [ 86 ]  |
| 2012 | Асоціація кінокритиків Вашингтона, округ Колумбія | Найкраща акторка                                                                   | Збірка промінців надії                 | Номінація   | [ 87 ]  |
| 2012 | Альянс жінок-кіножурналістів                      | Найкраща зірка бойовиків                                                           | Голодні ігри                           | Перемога    | [ 71 ]  |
| 2013 | Альянс жінок-кіножурналістів                      | Найкращий акторський склад                                                         | Американська афера                     | Перемога    | [ 88 ]  |
| 2013 | Спілка кінокритиків Детройта                      | Найкращий акторський склад                                                         | Американська афера                     | Перемога    | [ 89 ]  |
| 2013 | Національна спілка кінокритиків США               | Найкраща акторка другого плану                                                     | Американська афера                     | Перемога    | [ 90 ]  |
| 2013 | Коло кінокритиків Нью-Йорка                       | Найкраща акторка другого плану                                                     | Американська афера                     | Перемога    | [ 91 ]  |
| 2013 | Онлайн-кінокритики Нью-Йорка                      | Найкращий акторський склад                                                         | Американська афера                     | Перемога    | [ 92 ]  |
| 2013 | Спілка кінокритиків Сан-Діеґо                     | Найкращий акторський склад                                                         | Американська афера                     | Перемога    | [ 93 ]  |
| 2013 | Коло кінокритиків Сан-Діеґо                       | Найкраща акторка другого плану                                                     | Американська афера                     | Перемога    | [ 94 ]  |
| 2013 | Асоціація кінокритиків Торонто                    | Найкраща акторка другого плану                                                     | Американська афера                     | Перемога    | [ 95 ]  |
| 2013 | Коло кінокритиків Ванкувера                       | Найкраща акторка другого плану                                                     | Американська афера                     | Перемога    | [ 96 ]  |
| 2013 | Коло кінокритиків Флориди                         | Найкраща акторка другого плану                                                     | Американська афера                     | Друге місце | [ 97 ]  |
| 2013 | Асоціація кінокритиків Далласа/Форт-Верт          | Найкраща акторка другого плану                                                     | Американська афера                     | Номінація   | [ 98 ]  |
| 2013 | Альянс жінок-кіножурналістів                      | Найкраща акторка другого плану                                                     | Американська афера                     | Номінація   |         |
| 2013 | Асоціація кінокритиків Чикаго                     | Найкраща акторка другого плану                                                     | Американська афера                     | Номінація   | [ 99 ]  |
| 2013 | Спілка кінокритиків Детройта                      | Найкраща акторка другого плану                                                     | Американська афера                     | Номінація   | [ 89 ]  |
| 2013 | Спілка кінокритиків Г'юстона                      | Найкраща акторка другого плану                                                     | Американська афера                     | Номінація   | [ 100 ] |
| 2013 | Лондонський гурток кінокритиків                   | Другорядна акторка року                                                            | Американська афера                     | Номінація   | [ 101 ] |
| 2013 | Спілка онлайн-кінокритиків                        | Найкраща акторка другого плану                                                     | Американська афера                     | Номінація   | [ 102 ] |
| 2013 | Спілка кінокритиків Сан-Діеґо                     | Найкраща акторка другого плану                                                     | Американська афера                     | Номінація   | [ 93 ]  |
| 2013 | Асоціація кінокритиків Сейнт-Луїса                | Найкраща акторка другого плану                                                     | Американська афера                     | Номінація   | [ 103 ] |
| 2013 | Асоціація кінокритиків Вашингтона, округ Колумбія | Найкраща акторка другого плану                                                     | Американська афера                     | Номінація   | [ 104 ] |
| 2013 | Асоціація кінокритиків Вашингтона, округ Колумбія | Найкращий акторський склад                                                         | Американська афера                     | Номінація   | [ 104 ] |
| 2013 | Альянс жінок-кіножурналістів                      | Найкраща зірка бойовиків                                                           | Голодні ігри: У вогні                  | Номінація   | [ 88 ]  |
| 2013 | Альянс жінок-кіножурналістів                      | Ікона                                                                              | Н/Д                                    | Номінація   | [ 88 ]  |
| 2015 | Альянс жінок-кіножурналістів                      | Найкраща зірка бойовиків                                                           | Голодні ігри: Переспівниця. Частина II | Номінація   | [ 105 ] |
| 2015 | Коло жінок-кінокритиків                           | Найкраща акторка                                                                   | Голодні ігри: Переспівниця. Частина II | Перемога    | [ 106 ] |
| 2015 | Альянс жінок-кіножурналістів                      | Найкраща зірка бойовиків                                                           | Голодні ігри: Переспівниця. Частина II | Номінація   | [ 107 ] |
| 2015 | Альянс жінок-кіножурналістів                      | Ікона                                                                              | Н/Д                                    | Номінація   | [ 107 ] |
| 2015 | Спілка кінокритиків Детройта                      | Найкраща акторка                                                                   | Джой                                   | Номінація   | [ 108 ] |
| 2015 | Спілка кінокритиків Детройта                      | Найкращий акторський склад                                                         | Джой                                   | Номінація   | [ 108 ] |
| 2017 | Альянс жінок-кіножурналістів                      | Найбільш кричуща різниця у віці між головною героїнею та її любовним зацікавленням | Мати!                                  | Номінація   | [ 109 ] |
| 2017 | Альянс жінок-кіножурналістів                      | Акторка, якій найбільше потрібен новий агент                                       | Мати!                                  | Номінація   | [ 109 ] |
| 2017 | Асоціація кінокритиків Нью-Мексико                | Найкраща акторка                                                                   | Мати!                                  | Перемога    | [ 110 ] |
| 2017 | Асоціація кінокритиків Північного Техасу          | Найкраща акторка                                                                   | Мати!                                  | Номінація   | [ 111 ] |
| 2018 | Альянс жінок-кіножурналістів                      | Акторка, якій найбільше потрібен новий агент                                       | Червоний горобець                      | Перемога    | [ 112 ] |
| 2018 | Альянс жінок-кіножурналістів                      | Найбільш кричуща різниця у віці між головною героїнею та її любовним зацікавленням | Червоний горобець                      | Номінація   | [ 113 ] |